# 丁来正
丁 来正（チョン・ネジョン、朝鮮語: 정래정/丁來正、1923年4月9日 - 1979年5月2日）は、大韓民国の陸軍軍人、公務員、政治家。第16・17代全羅南道光州市長（現・光州広域市長）、第6・7代韓国国会議員を歴任した。

## 経歴
日本統治時代の全羅南道谷城郡出身。裡里農林学校（現・全北大学校特性化キャンパス）獣医科卒。陸軍士官学校第7期卒、アメリカ陸軍歩兵学校卒、陸軍大学卒。第1管区司令部参謀部長を経て、5・16軍事クーデター以後は現役の大領として光州市長を務めた（任期は1961年8月12日～1963年2月15日、1963年5月29日～9月30日。ちなみに最初の任期だけは軍人で、2番目の任期では民間人）。陸軍大領として予備役に編入された後、民主共和党全南第2地区党委員長・党紀委員・政策審議委員、全南奨学会長、第6代国会交通逓信委員長・建設委員会委員を務めた。しかし、第8代総選挙の目前に国会議員の地位を利用して20億ウォンを蓄財して、羅州で大規模な農場の設立を推進するという噂が広がり、結局共和党の公認をもらえず政界を引退した。
1979年5月2日、持病によりソウル市内の慶熙医療院で死去。享年56または57。

## 賞勲
- 銀星武功勲章[4]
- 忠武武功勲章：1954年9月1日[8]

- 大統領表彰

## エピソード
父の丁平泰は光州で大規模な養魚場を経営していた。そのため、よく釣りに来た当時陸軍砲兵学校校長の朴正熙は父と親交を築いた。
大韓民国陸軍内では張都暎系に分類され、張の野戦軍秘書官を長く務めたため、5・16軍事クーデターの直接的な主体勢力に参加しなかった。
同郷の丁来赫とは陸士7期の同期であり、2期の朴正熙の後輩である。
裡里農林学校卒業後は満州国の医科大学に志願したが、優秀な成績にもかかわらず、朝鮮人であるという理由で不合格通知を受けた。その後は金九の朝鮮独立軍に参加し、満州での訓練中に解放を迎えた。
国会議員在任中は国会予決委員として、光州市の上水地である同福水源地と第4水源地の造成の予算確保に尽力した。
政界引退後は父が運営していた養魚場の近くで木を植えて管理する仕事をした。